# Ain Sfa
Ain Sfa (en àrab عين صفا, ʿAyn Ṣfā; en amazic ⵄⵉⵏ ⵚⴼⴰ) és una comuna rural de la prefectura d'Oujda-Angad, a la regió de L'Oriental, al Marroc. Segons el cens de 2014 tenia una població total de 4.490 persones.